# Svinia
Svinia (węg. Szinye) – wieś (obec) na Słowacji położona w kraju preszowskim, w powiecie Preszów. Pierwsza pisemna wzmianka o miejscowości pochodzi z roku 1249.
W 2011 roku Svinię zamieszkiwało 1765 osób, około 63% mieszkańców stanowili Słowacy, 28,5% Romowie.